# XFLR5
XFLR5 або xflr5 — вільне програмне забезпечення САПР для проєктування та аналізу авіамоделей та невеликих літальних апаратів призначених для польотів при малих значеннях числа Рейнольдса.
Програма є віртуальною аеродинамічною трубою, що дозволяє аналізувати аеродинамічні властивості та характеристики польоту в залежності від кутів атаки, аеродинамічного профілю, швидкості і напрямку повітряних потоків та з врахуванням загального центру мас та центрів мас окремих елементів конструкції літального апарата.

## Історія
Програма XFLR5 створена Андре Деперроісом (André Deperrois), з використанням коду програми для аналізу аеродинамічних профілів XFOIL. У XFLR5 є реалізовано редактор аеродинамічних профілів, додано зручний інтерфейс для внесення і обробки даних, а також функції 3D-моделювання та візуалізації.
4 листопада 2003 року випущено першу версію програми XFLR5 під номером v0.1, а перший офіційний XFLR5 v1.00 було випущено 2 лютого 2004 року.
4 липня 2009 програму тимчасово перейменовано на QFLR5, у зв'язку з переписуванням програми з використанням Qt4, і випущено QFLR5 v0.01 Beta.
11 квітня 2010 року QFLR5 перейменовано на xflr5, а також змінено нумерацію версій: після QFLR5 v0.04 випущено xflr5 v.5.00.
23 квітня 2023 року випущено реліз xflr5 v6.59, який вперше скомпільовано з використанням бібліотек Qt6.

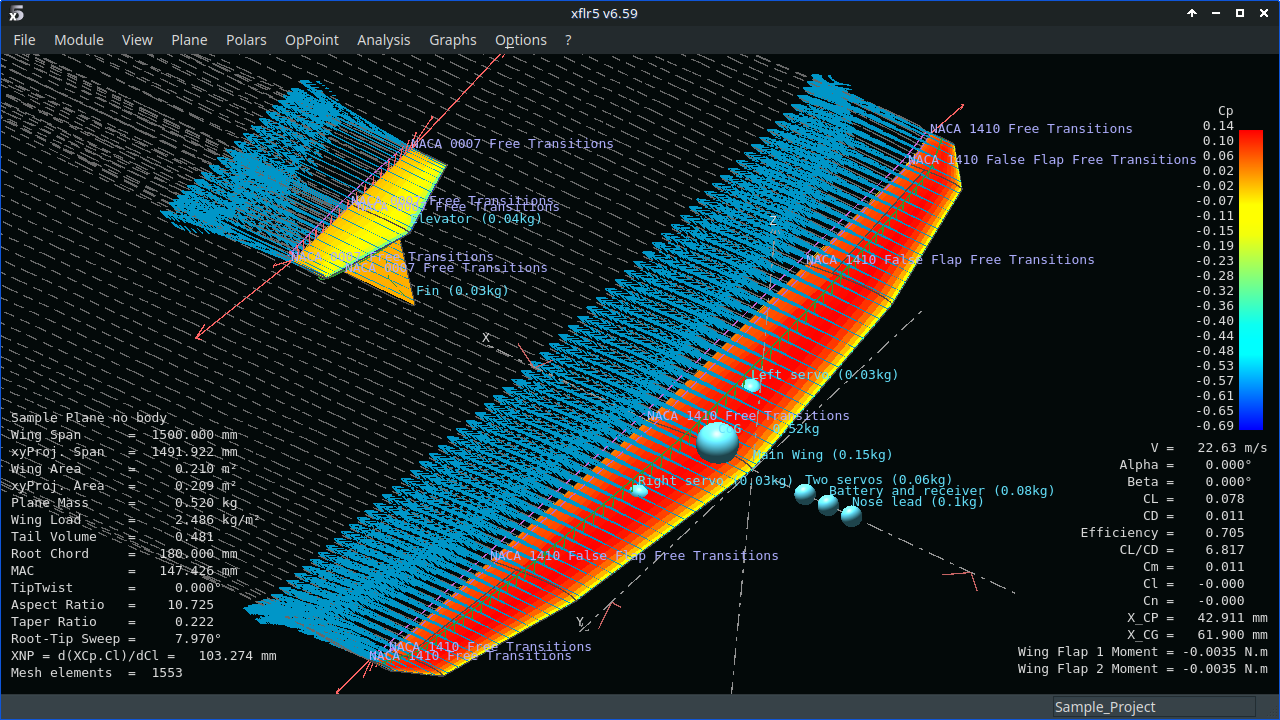
Аеродинамічний аналіз у XFLR5 v6.59

### Sail7
Sail7 або sail7 — це модифікація xflr5 створена як окрема програма для проєктування та аналізу 3D-моделей яхт.

### flow5
flow5 — це подальший розвиток вільних програм xflr5 та sail7, але вже у вигляді окремого пропрієтарного програмного забезпечення.

## Особливості
XFLR5 має власний бінарний формат файлів проєктів .xfl, а також  підтримує імпорт файлів опису літальних апаратів у форматі XML-файлів.
Окрім того XFLR5 може експортувати поляри у форматі .plr та імпортувати аеродинамічні профілі з програми XFOIL у форматі .dat.

## Цікаві факти
- Програма AVL (Athena Vortex Lattice Program) від розробників XFOIL, створена раніше за XFLR5, відрізняється від XFLR5 методами аналізу.[27][28]
- В освітній лабораторії «STEM Educational Lab» (Румунія) було створено навчальний курс із використання XFLR5, автором якого є Васіле Прісакаріу (Vasile Prisacariu[4]).[29]